# Lappula
Lappula Moench  è un genere di piante della famiglia delle Boraginacee.

## Descrizione
Il genere comprende piante generalmente annuali o biennali con fusti più o meno eretti e ispidi con peli che possono arrivare a circa 1mm di lunghezza.
I fiori sono disposti in cime terminali lasse, bratteate e spesso ramose.
I calici sono lobati fin quasi la base, accrescenti.
La corolla blu o bianca, con un corto tubo, ha un lembo che va da infundibuliforme a quasi rotato,  con cinque corte scaglie nella fauce.
Gli stami sono inclusi,  variamente inseriti.
Lo stilo incluso ha lo stimma capitato.
Le nucule, che possono essere ovoidi con sezione triangolare o oblunghe e appiattite, sono caratterizzate dalla presenza di 1-3 giri di spine, cilindriche,  coniche o piatte,  sui bordi e qualche volta anche sul dorso.

## Distribuzione e habitat
La maggior parte delle specie sono distribuite nelle zone temperate dell'emisfero boreale (Nord America, Europa, Nord Africa e Asia); alcune specie sono presenti anche in America meridionale e Africa meridionale. In Italia sono presenti due specie: Lappula marginata e Lappula squarrosa.

## Tassonomia
Il genere comprende le seguenti specie.
- Lappula aktaviensis Popov & Zakirov
- Lappula alaica (Popov) Nabiev
- Lappula albiflora (Riedl) Khoshsokhan & Kaz.Osaloo
- Lappula anisacantha (Turcz. ex Bunge) Gürke
- Lappula anocarpa C.J.Wang
- Lappula badachschanica Popov ex Ikonn.
- Lappula baitenovii Kudab.
- Lappula balchaschensis Popov ex Golosk.
- Lappula barbata (M.Bieb.) Gürke
- Lappula botschantzevii Ovczinnikova
- Lappula brachycentra (Ledeb.) Gürke
- Lappula brachycentroides Popov
- Lappula caespitosa C.J.Wang
- Lappula cenchroides A.Nelson
- Lappula coronifera Popov
- Lappula cynoglossoides (Lam.) Gürke
- Lappula deserticola C.J.Wang
- Lappula diploloma (Fisch. & C.A.Mey.) Gürke
- Lappula duplicicarpa Pavlov
- Lappula dzharkentica Popov ex Golosk.
- Lappula fruticulosa Ovczinnikova
- Lappula glabrata Popov
- Lappula granulata (Krylov) Popov
- Lappula heteracantha (Ledeb.) Gürke
- Lappula heteromorpha C.J.Wang
- Lappula himalayensis Ching J.Wang
- Lappula intermedia (Ledeb.) Popov
- Lappula karelinii (Fisch. & C.A.Mey.) Kamelin
- Lappula ketmenica Kudab.
- Lappula korshinskyi Popov
- Lappula krylovii Ovczinnikova, Pjak & A.L.Ebel
- Lappula kulikalonica Zakirov
- Lappula laevimarginata Riedl
- Lappula lenensis Popov ex Ovczinnikova
- Lappula leonardii Riedl
- Lappula lipschitzii Popov
- Lappula lipskyi Popov
- Lappula macra Popov
- Lappula macrantha (Ledeb.) Gürke
- Lappula marginata (M.Bieb.) Gürke
- Lappula microcarpa (Ledeb.) Gürke
- Lappula mogoltavica Popov ex Czukav.
- Lappula monocarpa C.J.Wang
- Lappula nevskii Raenko
- Lappula nuratavica Nabiev & Zakirov
- Lappula occidentalis (S.Watson) Greene
- Lappula occultata Popov
- Lappula parvula Nabiev & Zakirov
- Lappula patula (Lehm.) Menyh.
- Lappula paulsenii (Brand) Popov
- Lappula pavlovii Golosk.